# Anaphalis pannosa
Anaphalis pannosa là một loài thực vật có hoa trong họ Cúc. Loài này được Hand.-Mazz. mô tả khoa học đầu tiên năm 1936.